# 石井忍
石井 忍（いしい しのぶ、1974年8月27日 - ）は、千葉県出身の日本のプロゴルファー。東京学館浦安高等学校、日本大学卒業。

## 来歴
1974年8月27日生まれ、千葉県出身。東京学館浦安高等学校ゴルフ部、日本大学ゴルフ部を経て98年プロテスト合格。
その後コーチとしての手腕を発揮し、2010年ツアープロコーチに転身。久保谷健一プロ、大江香織プロ、金田久美子プロ、薗田峻輔プロらを指導し優勝へと導く。
2011年にはコーチとして久保谷健一プロの9年ぶりのツアー優勝をサポートし、同年の全米オープンには久保谷健一プロのコーチ兼キャディとして出場した。
2014年からは自身がプロデュースするゴルフアカデミー「エースゴルフクラブ」を千葉市、神保町、赤坂で主催する。

## 人物
好きなアーティストは氷室京介、好きな野球チームは阪神タイガース。
自身が出演するゴルフイベントにはしばしば妻も同行するなど非常に愛妻家な一面も持つ。

## 出演番組
出演中
- シャフトのトリセツ（ゴルフネットワーク）
- 日本クラブチームゴルフ選手権（ゴルフネットワーク）
- 「黒ちゃんねる」LIBERTY GOLF LESSON（テレビ愛知）
- Bar Shinobu（グラファイトデザイン Tour ADサイト内のスペシャル動画コンテンツ）

過去
- 鈴木啓太のQTチャレンジ（テレビ埼玉/ゴルフネットワーク）
- グラファイトデザインpresents 石井忍のmoving Saturday（FM NACK5）

## 著書
- ゴルフは科学で上手くなる!（日本文芸社 、2018年)
- ザ・ウエッジ・バイブル アプローチ&バンカー自由自在！ （実業之日本社 、2017年)
- ゴルフの教え方、教えます！ （実業之日本社 、2017年)
- １人でこっそり上手くなる！ゴルフ練習ノート （マイナビ出版、2016年)
- 考えないアプローチ （ゴルフダイジェスト社、2016年)
- スコアの壁を破る！自分のゴルフの見直し方 （マイナビ出版、2015年)
- 「カン違い」さえなくせば誰でも10打縮まる！ （実業之日本社、2013年)